# ダビド・アブラーム
ダビド・アンヘル・アブラーム（David Ángel Abrahám, 1986年7月15日 - ）は、アルゼンチン・サンタフェ州カバス出身の元サッカー選手。現役時代のポジションはディフェンダー。

## 経歴
CAインデペンディエンテの下部組織出身。レギュラーを確保できないままジムナスティック・タラゴナにレンタル移籍した。翌年FCバーゼルに完全移籍し、UEFAチャンピオンズリーグのFCシャフタール・ドネツク戦でゴールを記録した。
2012-13シーズンはリーガ・エスパニョーラのヘタフェCFへ移籍。
2013年1月、ブンデスリーガの1899ホッフェンハイムへ移籍。
2015年7月、アイントラハト・フランクフルトへ2018年6月までの3年契約で移籍した。フランクフルトでは主将を務めている。
2019年11月10日のSCフライブルク戦でフライブルクのクリスティアン・シュトライヒ監督を突き飛ばし、7週間の出場停止処分を言い渡された。
2020年11月12日、2021年1月にフランクフルトを退団し、母国に帰国。更に現役引退することが発表された。

## 代表歴
2005年にはFIFA U-20ワールドカップで優勝した。

## 人物
- それまで所属していたアイントラハト・フランクフルトでのラストゲームとなった2021年1月17日のシャルケ04戦は、3-1で有終の美を飾った。試合後には同試合の審判がアブラームとユニフォーム交換を求め、アブラームも清く応じていたシーンが話題となった[5]。

## タイトル

### クラブ
ジムナスティック・タラゴナ
- コパ・カタルーニャ 2008

FCバーゼル
- スイス・カップ 2010
- スーパーリーグ 2010, 2011

アイントラハト・フランクフルト
- DFBポカール 2018

### 代表
U-20アルゼンチン代表
- FIFA U-20ワールドカップ : 2005